# Stéphane Plaza
Pour les articles homonymes, voir Plaza.
Le texte peut changer fréquemment, n’est peut-être pas à jour et peut manquer de recul. 
Le titre et la description de l'acte concerné reposent sur la qualification juridique retenue lors de la rédaction de l'article et peuvent évoluer en même temps que celle-ci.
Stéphane Plaza est un agent immobilier, animateur de radio et de télévision et acteur français, né le 9 juin 1970 à Suresnes, dans les Hauts-de-Seine.
Il est notamment connu pour ses émissions Recherche appartement ou maison, Maison à vendre ou encore Chasseurs d'appart' sur M6. Il est également sociétaire aux Grosses Têtes de Laurent Ruquier pendant sept ans. Il est le fondateur éponyme du réseau d'agences immobilières qui porte son nom.
Après sa condamnation en février 2025 pour violences conjugales – pour laquelle il fait appel – M6 décide de déprogrammer ses émissions.

## Biographie

### Jeunesse et carrière professionnelle
Stéphane Plaza est né le 9 juin 1970 à Suresnes, dans les Hauts-de-Seine, cadet d'une fratrie de deux garçons. Ses parents se séparent alors qu'il est enfant. Son père, Raymond Plaza, est un ancien coureur cycliste professionnel et sa mère Christiane, morte en 2016, était fleuriste. Pendant toute sa jeunesse, il passe ses vacances chez ses grands-parents à Ronce-les-Bains, près de Royan.
Il se forme comme acteur de théâtre pendant sept ans au conservatoire d'art dramatique de Levallois-Perret puis à celui de Neuilly. Il joue alors dans des pièces en faisant partie d'une troupe de théâtre amateur.
Il échoue au baccalauréat économique et social mais obtient un certificat de capacité en droit.
Hésitant à devenir secrétaire médical, croupier ou intermédiaire immobilier, il commence en juillet 1987 comme négociateur en immobilier dans l'agence d'une cousine où il reste quatorze ans. Marthe Mercadier lui présente des gens du monde du théâtre, ce qui lui permet de jouer dans plusieurs pièces tout en continuant d’exercer sa profession d’agent immobilier.
En 2010, il intègre le groupe immobilier ERA-CTI comme manager général, fonction qu'il cesse l'année suivante.
Il s'associe ensuite avec M6, Bernard de Crémiers et Patrick-Michel Khider dans la création de Stéphane Plaza immobilier en 2015, un réseau d'agences immobilières franchisées. Il détient 25,5 % du capital de la société qui comptait 672 franchisés en 2023, chiffre en légère baisse dès l'année suivante. Entre 2017 et 2024, la société lui verse 11,6 millions de dividendes, dont 2,27 millions au printemps 2024.

### Carrière audiovisuelle

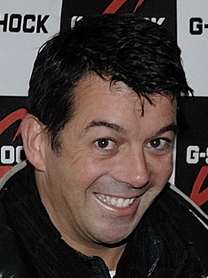
Stéphane Plaza en 2009.

En 2005, à un salon de l’immobilier, la société de production de télévision française Réservoir Prod le recrute lors d'un casting sauvage pour en faire un expert immobilier dans une nouvelle émission de télévision s'inspirant du concept de l'émission américaine Sell This House (en).
Stéphane Plaza présente sur la chaîne M6 les émissions Recherche appartement ou maison (depuis 2006), l'émission de home staging Maison à vendre (depuis décembre 2007), Les experts c'est vous (depuis septembre 2010) et Chasseurs d'appart (depuis 2015). Toutes ces émissions construisent alors le « capital sympathie », jusqu'à le faire élire trois fois « animateur télé préféré des français ».
Il est élu jeune talent 2010 dans la catégorie animateur.
Pendant l'été 2012, Stéphane Plaza anime chaque matin sur RTL (filiale de M6) l'émission Plaza vous Z avec Cécile de Ménibus[réf. nécessaire].
Depuis octobre 2016, l'agent immobilier intervient régulièrement dans l'émission de Laurent Ruquier, Les Grosses Têtes, ce jusqu'à l'automne 2023.
Dès le 17 octobre 2019, il présente, avec Julien Courbet, La meilleure offre sur M6, qui vient en aide à des propriétaires devant vendre urgemment leurs biens.
En novembre 2020, alors que la crise de la Covid contraint les tournages à pratiquer des tests et à avoir des mesures sanitaires fortes, Stéphane Plaza annonce lever le pied pour un temps indéterminé.
En 2022, M6 fait appel à lui pour co-animer le programme Mission travaux avec Laurent Jacquet, où la paire vient en aide à des familles afin qu’elles puissent se former à la rénovation et terminer leurs travaux inachevés.

## Vie privée
Le 14 mai 2020, il révèle être atteint de dyspraxie. Il est aussi dyslexique.
Fan de sport automobile, il a participé plusieurs fois au Trophée Andros (course auto sur glace 100 % électrique) dans la catégorie des invités (Isola 2000, Stade de France, Serre Chevalier).

## Affaires judiciaires

### Condamnation pour violences habituelles par concubin
En septembre 2023, Mediapart révèle que trois anciennes compagnes de Stéphane Plaza l'accusent de violences physiques, verbales et psychologiques à leur encontre, ainsi que de propos menaçants, dont une menace de mort. L'une d'elles l'accuse notamment, lors d'une dispute, de lui avoir « fracturé l'annulaire et luxé le majeur et l'index ». Stéphane Plaza conteste les accusations, affirmant que trois femmes « éconduites » se sont liguées contre lui et qu'il avait porté plainte contre elles en juin 2023 pour harcèlement et cyberharcèlement,.
Face aux accusations, le groupe M6 annonce ouvrir une enquête interne tout en maintenant l'animateur en poste, suivant la présomption d’innocence,.
Le 10 octobre 2023, le parquet de Paris ouvre une enquête préliminaire pour « violences par conjoint » à la suite de deux courriers envoyés par des ex-compagnes de Stéphane Plaza,. Les auteures des courriers sont par la suite auditionnées par la police et deux plaintes sont déposées pour « violences par conjoint ». Un rapport médical atteste de l'existence de blessures à la main gauche d'une des plaignantes, à savoir deux luxations et un arrachement osseux des doigts.
En novembre 2023, des personnes se présentant comme « proches de l'animateur » déposent plainte à leur tour pour harcèlement, menaces contre trois ex-compagnes de Stéphane Plaza.
Après une garde à vue, le parquet annonce le 14 mars 2024 que l'affaire sera jugée à la fin de l'été, pour violences physiques et psychologiques. Le 23 août, au travers d’une déclaration de son conseil légal, Stéphane Plaza fait part de sa décision d’attaquer en diffamation la journaliste Sarah Brethes de Mediapart. Le jour du procès, le 28 août, son avocate Me Hélène Plumet demande le report de l'audience, Stéphane Plaza étant « fragilisé » par ce qu'elle présente comme un « lynchage médiatique » dont il serait victime ; son conseil appuie notamment cette demande sur une attestation délivrée par la psychologue de Stéphane Plaza et faisant état des difficultés psychologiques de son client,. Me Benjamin Chouai, avocat d’une des plaignantes, critique les méthodes de ses confrères et souligne une « inversion des rôles, schéma assez classique dans les affaires de violences conjugales ». Les juges acceptent de reporter l'audience au 9 janvier 2025 et exigent qu'une expertise psychiatrique soit réalisée entre-temps,. Début janvier 2025, son avocat annonce qu'une expertise médicale a jugé Stéphane Plaza apte à comparaître et qu'il sera présent au procès. Le 9 janvier 2025, lors du procès, Stéphane Plaza conserve la même ligne de défense et nie en bloc. Le parquet requiert 18 mois de prison avec sursis et une amende de 10 000 euros contre ce dernier. En réponse, quelques franchisés de Stéphane Plaza Immobilier cherchent à s'émanciper du nom de l'animateur.
Début janvier 2025, la plainte de Stéphane Plaza accusant les trois femmes de harcèlement est classée sans suite.
Le 18 février 2025, Stéphane Plaza est condamné à 12 mois de prison avec sursis pour violences habituelles par concubin. L'animateur annonce vouloir faire appel de la décision,. Alors que jusque là l'animateur est présumé innocent, M6 maintient ses émissions en lignes ; mais à la suite de cette condamnation, la chaîne décide de les déprogrammer.

### Consommation de stupéfiants
Dans la soirée du 5 mai 2025, Stéphane Plaza a été interpellé à son domicile de Bougival, dans les Yvelines, et placé en garde à vue dans le cadre d’une enquête ouverte par le parquet de Bobigny portant sur un trafic de stupéfiants. À son domicile, les enquêteurs ont découvert environ un gramme de cocaïne, des traces de consommation, une pipe et 1 700 euros en liquide,. Soupçonné d’être un client régulier d’un réseau de trafiquants, il a été entendu jusqu’au 6 mai 2025, tandis que deux autres personnes ont également été placées en garde à vue dans cette procédure confiée à la police judiciaire de Seine-Saint-Denis,.
Dans la soirée du 6 mai 2025, Stéphane Plaza a été remis en liberté sans poursuite judiciaire. Le procureur de la République a décidé d'une mesure alternative aux poursuites judiciaires, ce qui signifie que l'infraction a tout de même existé : une contribution citoyenne de 3 000 euros, montant maximal prévu par la loi, versée à une association d'aide aux victimes agréée. Si Stéphane Plaza accepte la mesure et paye cette somme, il ne sera pas jugé sur ces faits. Lors de son procès concernant les violences conjugales, Stéphane Plaza avait été interrogé sur ses addictions, les plaignantes évoquant sa grosse consommation d'alcool lors des faits de violence. Il avait alors assuré n'avoir « jamais, jamais » pris de drogue. Cette décision clôt la procédure judiciaire le concernant,,.

## Publications
- Recherche appartement ou maison saison 2, avec Yves Charcot, Hachette Pratique, 2008, 191 p.  (ISBN 978-2012374669).
- Valoriser votre logement, le home staging, Hachette Pratique, 2010, 191 p.  (ISBN 978-2012377202).
- Jérôme Derache, Frédéric Coicault, Stéphane Plaza, profession agent immobilier, bande dessinée, 3 tomes, Éditions Jungle[9]

## Théâtre
- 2014-2015 : À gauche en sortant de l'ascenseur de Gérard Lauzier, mise en scène Arthur Jugnot, tournée puis Théâtre des Bouffes-Parisiens[48]
- 2015-2016 : Le Fusible de Sylvain Meyniac, mise en scène Arthur Jugnot, tournée puis Théâtre des Bouffes Parisiens
- 2022 : Un couple magique de Laurent Ruquier, mise en scène Jean-Luc Moreau, théâtre des Bouffes Parisiens

## Filmographie

### Cinéma
- 2018 : J'ai perdu Albert de Didier Van Cauwelaert : Zac

### Télévision
- 2001 : Le Groupe (épisode « Une nouvelle époque ») : un livreur de fleurs ; plus une apparition dans l’épisode « Coup de foudre ».
- 2011-2015 : L'Homme de la situation de Didier Bivel : Alexandre
- 2014 : Soda, un trop long week-end  : lui-même[49]
- 2020 : Alice Nevers, le juge est une femme (saison 18, épisode 2) : Nathan Gallois
- 2021 : Meurtres à Figeac d'Olivier Barma : Olivier
- 2022 : La Guerre des trônes, la véritable histoire de l'Europe : Antoine Simon
- 2023 : Un gars, une fille (au pluriel) sur TF1 : Un gars
- 2024 : Benoît Gênant Officiel (saison 1, épisode 1-9) : lui-même

## Présentateur et animateur de télévision
- 2006-2025 : Recherche appartement ou maison, sur M6
- 2007-2025 : Maison à vendre, sur M6
- 2010-2011 : Les experts... c'est vous, sur M6
- 2011-2013 : Ma maison est la plus originale, sur M6
- 2011-2014 : On ne choisit pas ses voisins avec Karine Le Marchand, sur M6
- 2012 : Joyeux anniversaire M6, avec Karine Le Marchand, sur M6
- 2014-2016 : Qu'est-ce que je sais vraiment ? avec Karine Le Marchand, sur M6
- 2014 : Les 30 ans du Top 50 sur M6 : coanimation
- 2015-2020 : Chasseurs d'appart' sur M6
- 2017 : 30 ans de M6 avec Karine Le Marchand, sur M6
- 2019 : Cette maison est pour vous, avec Caroline Keslassy, sur M6
- 2019-2022 : Mieux chez soi, sur M6
- 2019 : La meilleure offre, avec Julien Courbet, sur M6
- 2019 : Miss Tahiti 2019 sur Polynésie 1ère
- 2022-2023 : Tout changer ou déménager, sur M6, avec Sophie Ferjani
- 2022 : Rénovation surprise, sur Gulli, avec Emmanuelle Rivassoux
- 2022-2025 : Mission travaux : ma maison est un chantier, sur M6, avec Laurent Jacquet
- 2023-2025 : Nouvelle maison pour une nouvelle vie, sur M6
- 2023 : Voyage avec mon père, sur M6

## Radio
- été 2012 : Plaza vous Z, avec Cécile de Ménibus (RTL)
- 2016-2023 : Les Grosses Têtes (RTL) : participant